# قدر موسى
قدر موسى، لاعب كرة قدم قطري دولي سابق مثل منتخب قطر في كأس آسيا 2004 .
لعب مع أندية الريان والشمال و أم صلال والسيلية و الخريطيات والمرخية و مسيمير .

## روابط خارجية
- قدر موسى على موقع عالم كرة القدم.نت (الإنجليزية)